# Miroslava Stern
Miroslava Šternová Beková (Praga, 26 de febrero de c. 1926-Ciudad de México, 9 de marzo de 1955), conocida como Miroslava Stern, fue una actriz checoslovacomexicana. Su carrera la desarrolló en México, y participó en películas como ¡A volar joven! (1947), La liga de las muchachas (1950), La casa chica (1950), La muerte enamorada (1951), Cárcel de mujeres (1951), Las tres perfectas casadas (1953), por la cual fue nominada a un Premio Ariel, Escuela de vagabundos (1955), y Ensayo de un crimen (1955). 
Su trayectoria se encontraba en ascenso en 1955, pero quedó truncada ese mismo año cuando fue hallada muerta en la habitación de su casa. Las investigaciones en torno a su deceso concluyeron en que la artista había cometido un supuesto suicidio por medio de una sobredosis de barbitúricos.

## Biografía y carrera

### c.1925-1946: infancia e inicios de carrera[A]
Miroslava Šternová Beková, nació con el día y año de nacimiento disputados entre el 26 o 27 de febrero de 1925, 1926 o 1927 en Praga, Checoslovaquia, actual República Checa. Stern no conoció a sus padres pues se dice que ambos murieron. Fue adoptada por el doctor y psicoanalista judío Oskar Štern y su esposa Miroslava Bečka. Tuvo un hermano llamado Ivo Štern Bečka (fallecido en 2011 y quien fue presidente del Consejo Interamericano de Escultismo). Su familia gozaba de una buena posición económica, pero a pesar de esto, se vieron obligados a huir y abandonar su país a causa del inicio de la Segunda Guerra Mundial y la persecución nazi, abandonando a todos sus familiares, incluyendo a su abuela paterna, quien fuera una figura femenina muy importante en la vida de Miroslava y a la que jamás volvió a ver. La separación de su abuela le causó un terrible sentimiento de culpa con el que cargó hasta sus últimos días. Para salvarse, tuvieron que recorrer Bélgica, Finlandia y Suecia. Su padre fue detenido y tuvo que revelar que su esposa no era judía y Miroslava era adoptada para que  la familia no fuera enviada a un campo de concentración; sin embargo, esto no sirvió y la familia permaneció tres semanas en un campo del que pudieron salir. Al ser liberados decidieron escapar del país hacia México en 1941 entrando por Mazatlán (puerto del Pacífico), cuando Miroslava tenía 15 años. No permanecieron juntos por mucho tiempo, pues su padre consideró que era mejor mandarla a estudiar inglés y español a la ciudad de Nueva York, en Estados Unidos. Se cuenta que en ese país cometió su primer intento de suicidio por el fallecimiento de su novio en 1942, un militar estadounidense que había conocido en la ciudad; además, su estancia en Estados Unidos fue breve debido a que no soportaba estar separada de su hermano Ivo.
En consecuencia a lo anterior, retornó a México y entró a estudiar diseño, pintura y confección en el Colegio Americano. En 1944 y apoyada por su padre, participó en un baile llamado «Blanco & Negro» en el exclusivo «Country Club» ubicado en Ciudad de México. Fue un evento en el que participaban las jóvenes de la alta sociedad capitalina, de entre las cuales se elegía a una «reina». La ganadora en esta ocasión fue Miroslava, recibiendo como premio una beca para estudiar actuación en los estudios RKO en California, Estados Unidos. En 1945, su madre murió víctima de cáncer, lo cual poco a poco fue generándole una depresión. Esto la llevó a su segundo intento de suicidio, que no prosperó. Aprovechó la oportunidad que había ganado y continuó su carrera como actriz, ya que tras concluir su periodo en los estudios RKO volvería a México para ingresar en la academia escénica del japonés Seki Sano. En este lugar conoció a Jesús Jaime Gómez Obregón, conocido como «El Bambi», con el que se casó el 2 de febrero de 1946. Sin embargo, ambos se divorciaron el mismo año, ya que Jesús Jaime (supuestamente siendo miembro de una familia adinerada), solo la utilizó para guardar las apariencias y ocultar su homosexualidad. Siendo este un supuesto matrimonio por conveniencia, provocó un trauma más en la actriz; pues parece que después de esta decepción amorosa, tenía miedo de iniciar una relación sexual con otro hombre.

### 1946-1953: estrellato en el cine y televisión
En 1946, Miroslava participó en su primera película titulada Bodas trágicas junto al actor Ernesto Alonso. El siguiente año en 1947, apareció en los filmes; Cinco rostros de mujer y ¡A volar joven! junto al actor y comediante Cantinflas. Continuó su carrera en 1948, año en el cual participaría en su primera cinta extranjera realizada entre  Estados Unidos y México, con su filmografía de este año siendo en; Juan Charrasqueado, Adventures of Casanova (comercializada en español como Casanova aventurero), Nocturno de amor y Una aventura en la noche. En 1949, filmó la película Secreto entre Mujeres y al año siguiente en 1950 trabajo en las películas; La posesión, La liga de las muchachas y La casa chica. Adicionalmente, cerca de este año, interpretó y grabó la canción de género bolero, Bésame mucho en un disco de vinilo extremadamente raro de encontrar, producido en Estados Unidos y del cual parece ser que solo existen pocas copias.
Continuando el inicio de esta nueva década, para 1951, tuvo participación en siete cintas las cuales fueron; La muerte enamorada, Trotacalles, Monte de piedad, Cárcel de mujeres, Ella y yo, El puerto de los siete vicios, y su segunda producción estadounidense titulada The Brave Bulls (Toros Bravos). Rápidamente al año siguiente en 1952 formó parte de los filmes; Dos caras tiene el destino, Música, mujeres y amor y apareció en un documental estadounidense titulado Screen Snapshots: Hollywood on the Ball. En 1953, apareció en las cintas; La bestia magnífica, Las tres perfectas casadas por la cual fue nominada a un Premio Ariel, Reportaje, Sueños de gloria, El monstruo resucitado y en una serie estadounidense titulada Suspense (Suspenso) en el episodio «Reign of Terror» (Reinado de Terror). Además, su manicurista y secretaria, Marta Aurelia Hernández, declaró que en enero de ese año, Miroslava tuvo su tercer intento de suicidio al tratar de arrojarse de su coche cuando este estaba en marcha, pero ella lograría parar el vehículo y sujetarla para que no muriera, librando a la muerte una vez más.

### 1954-1955: trabajos finales
Stern no detuvo su carrera a pesar de los problemas que atravesaba y continuó su trabajo en la pantalla grande en 1954, aunque solamente aparecería en una cinta titulada, La visita que no tocó el timbre, para dar paso a 1955, año en el cual tendría sus últimos papeles previo a su inesperada muerte, teniendo participación en las películas; Escuela de vagabundos, la cinta México-Cubana Más fuerte que el amor, su tercer y último filme estadounidense titulado Stranger on Horseback (comercializada en español como El jinete misterioso), y su aparición final en Ensayo de un crimen, en la cual se presentó una escena donde una efigie maniquí de Miroslava es consumida en llamas dentro de un horno, curiosamente semanas después ocurrida su muerte y días antes del estreno de la cinta, los restos de la actriz fueron cremados. Previo a su muerte, Stern ya tenía otros proyectos en puerta para aparecer en más películas y poder alternar entre Hollywood y México, pues ya había firmado un contrato para aparecer en el filme Vainilla, bronce y morir de 1957, y una cinta cómica que no fue realizada debido a su fallecimiento, la cual iba a titularse No es posible la luna conmigo y compartiría créditos junto a Ninón Sevilla y Tin Tan.

## Vida personal
Se dice que Miroslava tuvo varios romances cortos con hombres como Arturo de Córdova, el actor estadounidense Steve Cochran, Pedro Armendáriz mientras estaba casado, el empresario Jorge Pasquel, Pedro Infante y los dos hombres de los cuales se dice que estuvo profundamente enamorada y de quienes se ha debatido que fue uno de ellos el causante de su suicidio: Cantinflas de quien solo pudo enamorarse porque era un hombre casado y Luis Miguel Dominguín con quien sí se involucró sentimentalmente. También se ha declarado que presuntamente era lesbiana, algo de lo cual nunca habló abiertamente la actriz y que quedó sólo como un misterio, pues se dice que tuvo una relación amorosa con la actriz Ninón Sevilla. Este tema también fue discutido por su amigo, el actor Ernesto Alonso, quien aseguró que esto era mentira; aunque también se ha dicho que tuvo otro posible romance con la actriz y cantante Amanda del Llano.

## Muerte
El 9 de marzo de 1955, Stern fue hallada sin vida dentro de su habitación, a los 29 años de edad. Su deceso fue informado a la policía por medio de una llamada telefónica. Se intentó hacer que lo ocurrido se mantuviera en secreto, pero de acuerdo a un reportaje hecho por el periódico mexicano «El Universal», en menos de media hora, ya había 50 personas en la habitación de la actriz.
Descriptivamente, yacía sobre la cama, en posición decúbito dorsal derecho, su cabeza estaba recargada sobre la mano del mismo lado y en la que se dice que sostenía una fotografía. Esto último quedó como una leyenda urbana, ya que en las fotos tomadas a su cuerpo no se logra apreciar que estuviese sosteniendo algo. Además, existen dos imágenes que muestran su cadáver, una en donde se encuentra tal cual fue descrita, y otra en donde sus restos fueron movidos para que quedara recostada, además de haber sido cubierta con una sabana blanca. Sobre la supuesta fotografía que sostenía en su mano, nunca quedó esclarecido de quién se supone que era, ya que algunos afirman que era de Luis Miguel Dominguín, otros de Ninón Sevilla (presuntamente cambiada por sus amigos para proteger su imagen), y alternativamente se menciona que era de Jorge Pasquel (la cual se dice que fue cambiada por su amigo Ernesto Alonso).
Un día antes, el 8 de marzo, Stern regresó a su domicilio y le pidió a su ama de llaves que se retirara de sus labores por lo menos durante uno o dos días. María del Rosario, una mujer de la tercera edad y quien fuese su ama de llaves declararía lo siguiente:

El martes pasado fue el último día que la vi, a las 12 horas me llamó a su habitación, estaba vestida como la encontramos hoy. Me dijo: «Rosario, vete a tu casa a descansar y vienes hasta mañana a las seis de la tarde, no vengas antes porque no voy a estar».
Declaración de la mujer al periódico «El Universal»

Miroslava solamente bajó de su alcoba en una ocasión para beber un vaso de leche. Tras esto, queda como incógnita qué sucedió después, pues algunos afirman que al día siguiente su ama de llaves regresó para reportarse con ella, a lo que la actriz respondió recordándole lo que le había pedido el día anterior, además de pedirle que si llegaba el señor Óscar Stern, su padre, le dijera que no estaba en la casa. El día jueves 10 de marzo, a las 11 de la mañana, el ama de llaves llamó insistentemente a la habitación de la actriz, que no respondió, por lo que pensó que se encontraba dormida. A las 12 del día nuevamente llamó a la puerta pero al no haber respuesta de Stern, la señora optó por tratar de localizar al señor Óscar, infructuosamente. Sin embargo, localizo a la actriz Ninón Sevilla, y juntas forzaron la puerta de la habitación para encontrar a Miroslava muerta sobre su cama. Más tarde, Sevilla llamaría al actor Ernesto Alonso para que presenciara la misma escena.
Por otro lado y según lo relatado por el periódico El Universal, la mujer acató la orden que se le había dado, presentándose a trabajar al día siguiente a las seis de la tarde. Pensó que la actriz no se hallaba en casa, ya que su correspondencia se encontraba tirada debajo de la puerta y optó por irse a acostar. Al día siguiente, María tocó a la puerta de su habitación y no obtuvo respuesta. Temiendo que algo le había pasado, se comunicó con su padre (quien se encontraba en Cuernavaca) para pedirle la autorización de entrar a su cuarto a la fuerza, pero no logró localizarlo. La mujer declaró lo siguiente:

Me fui por la terraza que da a la alcoba de la niña y la encontré muerta. El cadáver estaba tendido sobre la cama. En la mano derecha tenía la fotografía de ese español que dicen es torero, en la otra tres cartas.
Declaración de la mujer al periódico «El Universal»

La actriz Ninón Sevilla declaró que se quedó esperándola para comenzar las filmaciones de la película «No es posible la luna conmigo» y que además le había llamado por teléfono, pero nadie contestó. En su cuarto, se encontraron una caja de Ayerlucin (un barbitúrico), un frasco conteniendo otro medicamento de nombre Dodecalivez y tres cartas póstumas. El médico que examinó su cuerpo, tuvo como diagnóstico que llevaba al menos 30 horas en la habitación. Las autoridades permitieron que su cuerpo no fuera trasladado a la morgue y que ahí mismo fuese entregado a sus familiares para que fuera velado. Se dice que no se le realizó ninguna autopsia. Su cuerpo fue cremado y sus cenizas fueron sepultadas en su mausoleo familiar localizado dentro del cementerio privado, Panteón Francés de San Joaquín, ubicado en Ciudad de México.

### Cartas póstumas
Dos de las tres cartas con las que su cuerpo fue encontrado, se encontraban escritas en checo. Una era dirigida a su padre y la otra a su hermano. La tercera carta era para un licenciado con el nombre Eduardo Lucio, donde Stern daba detalles sobre sus deudas y cómo era que cada una había de pagarse sin involucrar a otras personas.

### Teorías de su suicidio
La primera teoría de suicidio fue debido a que supuestamente Miroslava estaba enamorada. Se ha debatido que fue por el torero español Luis Miguel Dominguín, quien se había casado el 2 de marzo de 1955 en Las Vegas, Estados Unidos, con Lucía Bosé. Aunque otros afirman que realmente estaba enamorada del actor mexicano Cantinflas y él fue la razón por la que optó quitarse la vida, esto declarado por el periodista Jacobo Zabludovsky. Esto también fue apoyado por su amigo Ernesto Alonso, quien declaró lo siguiente: 

Esa versión se dio como cierta «oficialmente»; y no la quise desmentir para no causar escándalos. La película no podía mostrar al torero español como objeto de la obsesión de Miroslava. Eso era mentira. Ella se había enredado con Dominguín por despecho, pero el hombre por el que había enloquecido de amor era un mexicano importante, muy importante. Mil veces le prometió divorciarse de su mujer para contraer matrimonio con ella (Cantinflas era casado), pero nunca se lo cumplió. Fue un cobarde que por siete años jugó con los sentimientos de Miroslava. Cuando ella se dio cuenta del engaño se hundió en una profunda depresión de la que ya no se recuperó.

 Otra teoría apunta a que la actriz sufría de problemas de nervios, esto declarado por su padre Oscar Stern (fallecido en 1972). Además de padecer psicosis desde que era pequeña, enfermedad que nunca le fue posible curar y había veces que sufría depresiones muy intensas, por lo cual era necesario darle tratamientos especiales. Todo esto a causa de su infancia cuando Checoslovaquia fue invadida por Alemania. Algunos de sus familiares afirmaron que cuando se encontró en Praga, tuvo que permanecer oculta durante más de 36 horas con tensión nerviosa bajo los bombardeos que desataron los alemanes.

### Teorías sobre su muerte
Sobre su muerte existieron otras teorías, la primera dice que no se había suicidado, sino que en realidad había muerto en el accidente aéreo que le quitó la vida al empresario Jorge Pasquel el 8 de marzo de 1955, y que su cuerpo fue movido discretamente al dormitorio de su domicilio.
La segunda teoría sobre su muerte dice que en realidad no se suicidó, sino que fue asesinada debido a que era una espía encubierta. Esta teoría afirma que el supuesto crimen fue cometido por Marta Aurelia Hernández, quien trabajaba con ella y fungió como su manicurista, secretaria, maquilladora, confidente y supuesta amiga.

## Legado

### Película y personificaciones
En 1993 se realizó la película póstuma y biográfica sobre su vida titulada Miroslava, con la actriz francesa Arielle Dombasle personificándola en el filme. En 2014, fue personificada por la actriz ucraniana-mexicana Ana Layevska en la película Cantinflas.

## Filmografía

### Documentales
| Año  | Título             |
| ---- | ------------------ |
| 1955 | El charro inmortal |
| 1956 | Torero             |

### Películas
| Año  | Título                                       | Papel               |
| ---- | -------------------------------------------- | ------------------- |
| 1946 | Bodas Trágicas                               | Amparo              |
| 1946 | Cinco rostros de mujer                       | Beatriz             |
| 1947 | ¡A volar joven!                              | María               |
| 1947 | Juan Charrasqueado                           | María               |
| 1947 | Adventures of Casanova (Casanova Aventurero) | Hermana de Casania  |
| 1947 | Nocturno de Amor                             | Marta Reyes         |
| 1947 | Una aventura en la noche                     | Elena               |
| 1948 | Secreto entre mujeres                        | Claudia             |
| 1949 | La posesión                                  | Rosaura             |
| 1949 | La liga de las muchachas                     | Marta               |
| 1950 | La casa chica                                | Lucila del Castillo |
| 1950 | La muerte enamorada                          | Tasia, la Muerte    |
| 1950 | Monte de Piedad                              | Elena               |
| 1951 | El puerto de los siete vicios                | Colomba             |
| 1951 | The brave bulls (Toros bravos)               | Linda de Calderón   |
| 1951 | Trotacalles                                  | Elena               |
| 1951 | Cárcel de mujeres                            | Evangelina Ocampo   |
| 1951 | Ella y yo                                    | Irene Garza         |
| 1951 | Dos caras tiene el destino                   | Anita               |
| 1952 | Música, mujeres y amor                       | Elisa Méndez        |
| 1952 | Screen snapshots: Hollywood on the Ball      | Ella misma          |
| 1952 | Las tres perfectas casadas                   | Leopoldina          |
| 1952 | La bestia magnífica                          | Meche               |
| 1952 | Sueños de gloria                             | Elsa                |
| 1953 | El monstruo resucitado                       | Nora                |
| 1953 | Reportaje                                    | Enfermera           |
| 1953 | Más fuerte que el amor                       | Bárbara             |
| 1954 | La visita que no tocó el timbre              | Emma                |
| 1954 | Escuela de vagabundos                        | Susana Valverde     |
| 1954 | Stranger on horseback (El jinete misterioso) | Amy Lee Bannerman   |
| 1955 | Ensayo de un crimen                          | Lavinia             |

## Nominaciones

### Premios Ariel
| Año  | Premio | Categoría                  | Trabajo nominado           | Resultado | Ref.   |
| ---- | ------ | -------------------------- | -------------------------- | --------- | ------ |
| 1954 | Ariel  | Mejor coactuación femenina | Las tres perfectas casadas | Nominada  | [ 64 ] |